# Fleischer
A Fleischer régi német családnév (magyarul: Mészáros).

## Híres Fleischer nevű személyek
- Andreas Fleischer, nagyszebeni királybíró és fejedelmi tanácsos
- Fleischer Antal (1845–1877) magyar vegyész, egyetemi tanár
- Fleischer Antal (1889–1945) magyar karmester, korrepetitor, zeneszerző, zenetanár
- Fleischer Elek József (?–1721) bölcsészeti és teológiai doktor, katolikus pap, apostoli protonotarius
- Fleischer Frigyes (1813–1890) magyar orvos, tanár
- Heinrich Leberecht Fleischer (1801–1888) német orientalista, a németországi modern arabisztika megalapozója
- Helmut Fleischer (1964) német nemzetközi labdarúgó-játékvezető
- Fleischer József (1829–1877) magyar orvos, tanár
- Tilly Fleischer (1911–2005) olimpiai bajnok német atléta, gerelyhajító
- Tobias Fleischer (1647–1713) erdélyi szász költő